# 43 Gwardyjska Dywizja Strzelecka
43 Łotewska Gwardyjska Dywizja Strzelecka (ros. 43-я гвардейская стрелковая Латышская дивизия) – związek taktyczny Armii Czerwonej podczas II wojny światowej.

## Historia
Dywizja została sformowana 3 sierpnia 1941 w Gorki pod nazwą 201 Łotewska Dywizja Strzelecka. Była pierwszą narodowościową jednostką wojskową Armii Czerwonej. We wrześniu liczyła około 10 tys. żołnierzy. Składała się w przeważającej większości z Łotyszy, a częściowo z przedstawicieli innych narodowości zamieszkujących ZSRR. Służył w niej jako żołnierz 123 Gwardyjskiego pułku strzeleckiego między innymi ksiądz Antoni Łopaciński. Na jej czele stał gen. mjr Jānis Veikins. Jednostka od 20 grudnia 1941 do końca lutego 1942 walczyła w rejonie Moskwy, do początku kwietnia tego roku – w rejonie Starej Russy (w październiku za zasługi bojowe przemianowana na 43 Gwardyjską Dywizję Strzelecką), do początku kwietnia 1943 – w rejonie Demiańska, do połowy października – ponownie w rejonie Starej Russy, do końca czerwca 1944 – w rejonie Wielkich Łuków. 26 czerwca tego roku 43 Gwardyjska DS w składzie 130 Łotewskiego Korpusu Strzeleckiego przekroczyła dawną granicę łotewsko-sowiecką, działając odtąd na obszarze Łotwy. Jej dowódcą był wówczas gen. mjr Detlavs Brantkalns, a następnie gen. mjr Alfrēds Kalniņš.

## Struktura organizacyjny
W skład 201 DStrz. wchodziły:
- 92 pułk strzelecki
- 122 pułk strzelecki
- 191 pułk strzelecki
- 220 pułk artylerii
- 100 bateria artylerii przeciwlotniczej
- 53 batalion saperów

W skład 43 Gwardyjskiej DStrz. wchodziły:
- 121 Gwardyjski pułk strzelecki
- 123 Gwardyjski pułk strzelecki
- 125 Gwardyjski pułk strzelecki
- 94 Gwardyjski pułk artylerii
- 48 Gwardyjski dywizjon artylerii przeciwpancernej
- 44 Gwardyjska bateria artylerii przeciwlotniczej
- 47 Gwardyjski batalion saperów